# Stefano Cattaffi
Stefano Cattaffi (Barcellona Pozzo di Gotto, 1º gennaio 1917 – Battaglia di Arbuzovka, 22 dicembre 1942) è stato un militare italiano, insignito della medaglia d'oro al valor militare alla memoria nel corso della seconda guerra mondiale.

## Biografia
Nacque a Barcellona Pozzo di Gotto, provincia di Messina, il 1 gennaio 1917, figlio di Francesco e Nunziata Saraò. Mentre lavorava come meccanico presso la Società Aeronautica Sicula di Palermo, nel 1938 fu chiamato a prestare servizio militare di leva nel Regio Esercito. Assegnato al 3º Reggimento bersaglieri venne trattenuto in servizio, e dopo l'entrata in guerra del Regno d'Italia, avvenuta il 10 giugno 1940, partecipò alle operazioni belliche sul fronte occidentale.  Rientrato al deposito reggimentale nel luglio successivo, nel maggio 1942 fu trasferito all'11º Reggimento bersaglieri, 1ª Divisione celere "Eugenio di Savoia", di stanza a Gorizia ed assegnato alla 1ª Compagnia motociclisti mobilitata partì per il fronte russo. Cadde in combattimento nel corso della battaglia di Arbuzovka il 22 dicembre 1942, e per onorarne il coraggio fu decretata la concessione della medaglia d'oro al valor militare alla memoria.

### Fonti
1. 1 2 3  Combattenti Liberazione.
2. 1 2 3  Gruppo Medaglie d'Oro al Valor Militare 1965, p. 142.
3. ↑   Medaglia d'oro al valor militare Cattaffi, Stefano, su quirinale.it, Quirinale. URL consultato l'11 luglio 2021.
4. ↑  Registrato alla Corte dei conti lì 5 aprile 1945, guerra registro 3, foglio 255.